# Anne Carr

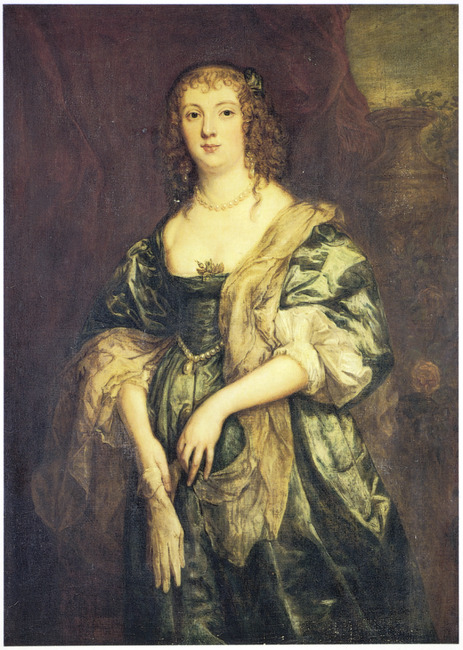
Ritratto di Anne Carr

Anne Carr (Londra, 9 dicembre 1615 – Woburn Abbey, 10 maggio 1684) fu una nobile inglese.

## Biografia
Era l'unica figlia di Robert Carr, I conte di Somerset e di Lady Frances Howard. Anne nacque alla Torre di Londra in quanto i genitori erano stati accusati a quel tempo di aver avvelenato Sir Thomas Overbury nel 1613. La bambina venne battezzata il 16 dicembre 1615 nella chiesa di Martin a Ludgate. I suoi genitori vennero condannati, ma evitarono la condanna a morte grazie all'influenza della famiglia Howard e di Somerset, favorito di Giacomo I d'Inghilterra. I coniugi rimasero nella Torre fino al 1622 e vennero poi rilasciati grazie al perdono ricevuto dal re.
A dispetto della madre che si era precedentemente macchiata di un altro scandalo quando chiese l'annullamento del primo matrimonio, Anne era descritta dai contemporanei come ragazza virtuosa e una delle più belle a corte.
La sua bellezza attirò su di lei le attenzioni di William Russell, figlio ed erede di Francis Russell, IV conte di Bedford. Ricordando la sua nascita scandalosa nella Torre e la condotta dei suoi genitori, il conte si oppose al desiderio del figlio di sposare la giovane.
Vedendo i due giovani innamorati, ma ostacolati nel coronare il loro sogno nuziale, Carlo I d'Inghilterra intervenne in prima persona persuadendo il conte a dare il suo consenso. Così l'11 luglio 1637 nella chiesa di St. Benet a Londra William Russell ed Anne Carr vennero uniti in matrimonio. La sposa portò al marito una notevole dote di £12,000 e proprietà terriere londinesi tra cui Southampton House, che divenne poi Bedford House e su cui si sviluppò Bloomsbury Square.
Intorno al 1638 l'artista fiammingo Anthony van Dyck immortalò Anne in due ritratti.
Alla morte del suocero nel 1641, William divenne quinto conte di Bedford ed Anne fu quindi contessa consorte.
La coppia risiedette a Woburn Abbey nel Bedfordshire e la loro unione fu molto felice. Insieme ebbero sette figli, sei dei quali raggiunsero l'età adulta:
- Lord James Russell (?-22 giugno 1712), sposò Elizabeth Lloyd da cui ebbe eredi;
- Francis Russell, Lord Russell (1638- 14 gennaio 1678), morì celibe;
- William Russell, Lord Russell (29 settembre 1639- 21 luglio 1683), sposò Lady Rachel Wriothesley figlia di Thomas Wriothesley, IV contedi Southampton da cui ebbe discendenza;
- Lady Margaret Russell, sposò il cugino Edward Russell, I conte di Orford e nipote di Francis Russell, IV conte di Bedford;
- John Russell, morì bambino;
- Lord Edward Russell (c.1642- 1714), sposò Frances Williams;
- Lady Diana Russell (c.1652- 13 dicembre 1701), sposò prima Greville Verney, IX barone Willoughby de Broke, da cui ebbe figli; poi sposò William Alington, III barone Alington di Killard, da cui ebbe altri figli.

Anne morì il 10 maggio 1684 a Woburn Abbey. La sua morte avvenne un anno dopo quella del figlio William, giustiziato per esser stato tra i cospiratori del Rye House Plot. I contemporanei attribuirono la morte della contessa al dolore e allo shock patito per l'esecuzione del figlio dato che la sua salute iniziò visibilmente a peggiorare da quel giorno e mai più si riprese.
Venne sepolta nella cappella dei Bedford a Chenies, nel Buckinghamshire il 16 maggio.
Un monumento di marmo bianco in ricordo di Anne e del marito occupa la parete ovest della cappella. Frances è rappresentata su un alto piedistallo accanto al marito.

## Ascendenza
|                                   |                                   |                                   | Genitori                                 |  |  | Nonni |  |  | Bisnonni  |  |  | Trisnonni   |  |
|                                   |                                   |                                   |                                          |  |  |       |  |  | John Kerr |  |  | Andrew Kerr |  |
|                                   |                                   |                                   |                                          |  |  |       |  |  | John Kerr |  |  | Andrew Kerr |  |
|                                   |                                   | Janet Home                        |                                          |  |  |       |  |  | John Kerr |  |  |             |  |
| Thomas Kerr                       |                                   |                                   |                                          |  |  |       |  |  | John Kerr |  |  |             |  |
|                                   |                                   | Catherine Kerr                    | Andrew Kerr                              |  |  |       |  |  |           |  |  |             |  |
|                                   |                                   | Catherine Kerr                    | Andrew Kerr                              |  |  |       |  |  |           |  |  |             |  |
|                                   |                                   | Catherine Kerr                    | Agnes Crichton                           |  |  |       |  |  |           |  |  |             |  |
| Robert Carr, I conte di Somerset  |                                   | Catherine Kerr                    |                                          |  |  |       |  |  |           |  |  |             |  |
|                                   |                                   | William Scott                     | Walter Scott                             |  |  |       |  |  |           |  |  |             |  |
|                                   |                                   | William Scott                     | Walter Scott                             |  |  |       |  |  |           |  |  |             |  |
|                                   |                                   | William Scott                     | Elizabeth Carmichael                     |  |  |       |  |  |           |  |  |             |  |
| Jean Scott                        |                                   | William Scott                     |                                          |  |  |       |  |  |           |  |  |             |  |
|                                   |                                   | Grizel Bethune                    | John Bethune                             |  |  |       |  |  |           |  |  |             |  |
|                                   |                                   | Grizel Bethune                    | John Bethune                             |  |  |       |  |  |           |  |  |             |  |
|                                   |                                   | Grizel Bethune                    | Janet Hay                                |  |  |       |  |  |           |  |  |             |  |
| Anne Carr                         |                                   | Grizel Bethune                    |                                          |  |  |       |  |  |           |  |  |             |  |
|                                   | Thomas Howard, IV duca di Norfolk | Henry Howard, III conte di Surrey |                                          |  |  |       |  |  |           |  |  |             |  |
|                                   | Thomas Howard, IV duca di Norfolk | Henry Howard, III conte di Surrey |                                          |  |  |       |  |  |           |  |  |             |  |
|                                   | Thomas Howard, IV duca di Norfolk | Frances de Vere                   |                                          |  |  |       |  |  |           |  |  |             |  |
| Thomas Howard, I conte di Suffolk | Thomas Howard, IV duca di Norfolk |                                   |                                          |  |  |       |  |  |           |  |  |             |  |
|                                   |                                   | Margaret Audley                   | Thomas Audley, I barone Audley di Walden |  |  |       |  |  |           |  |  |             |  |
|                                   |                                   | Margaret Audley                   | Thomas Audley, I barone Audley di Walden |  |  |       |  |  |           |  |  |             |  |
|                                   |                                   | Margaret Audley                   | Elizabeth Grey                           |  |  |       |  |  |           |  |  |             |  |
| Frances Howard                    |                                   | Margaret Audley                   |                                          |  |  |       |  |  |           |  |  |             |  |
|                                   |                                   | Henry Knyvett                     | Henry Knyvett                            |  |  |       |  |  |           |  |  |             |  |
|                                   |                                   | Henry Knyvett                     | Henry Knyvett                            |  |  |       |  |  |           |  |  |             |  |
|                                   |                                   | Henry Knyvett                     | Anne Pickering                           |  |  |       |  |  |           |  |  |             |  |
| Katherine Knyvett                 |                                   | Henry Knyvett                     |                                          |  |  |       |  |  |           |  |  |             |  |
|                                   |                                   | Elizabeth Stumpe                  | James Stumpe                             |  |  |       |  |  |           |  |  |             |  |
|                                   |                                   | Elizabeth Stumpe                  | James Stumpe                             |  |  |       |  |  |           |  |  |             |  |
|                                   |                                   | Elizabeth Stumpe                  | Bridget Bayntun                          |  |  |       |  |  |           |  |  |             |  |
|                                   |                                   | Elizabeth Stumpe                  |                                          |  |  |       |  |  |           |  |  |             |  |